# Ruanales
Ruanales es una localidad del municipio de Valderredible, en Cantabria (España). Está localizada a 890 m s. n. m., y dista 16 km de la capital municipal, Polientes. En el año 2024 contaba con una población de 12 habitantes (INE).
Limita al norte con el término de Montejo de Bricia (Burgos), al sur con los de Cejancas y Riopanero, al este con los de Lomas, Villamediana, Soto y Rucandio y al oeste con el Monte Hijedo y la Serna.

## Paisaje y naturaleza
Está dividido en tres barrios: el Barrio Grande, el Almirón y el Barriuco. Ruanales está situado en la cima de una montaña a una altura aproximada de 950 metros sobre el nivel del mar. El Barriuco se halla un poco más bajo, formando un plano inclinado mirando en dirección este. Todo el conjunto está colocado en situación prominente, disfrutando de excelentes paisajes en todo su alrededor.

## Patrimonio histórico
Ruanales no fue fundada en su actual localización. Cuenta una historia que, en el siglo XIX, estuvo más próxima a la ribera del río Ebro. La gente de este pueblo tenía el ganado arriba donde se sitúa ahora la localidad, y decidieron trasladar sus casas en la localización actual del pueblo. Estos se trasladaron por "La Cuesta del Río", como se la conoce en la actualidad, y construyeron de nuevo todo. Lo primero que hicieron fue subir todas y cada una de las piedras de la iglesia, una por una.
Los cantinales de arenisca que en la época altomedieval sirvieron para la excavación de todo un complejo eremítico y funerario en el área de Valderredible (véase Arte rupestre de Valderredible) ya fueron aprovechados a finales de la Edad del Bronce como soporte de grabados y pinturas esquemático-abstractas de los que se han descubierto valioso vestigios en los alrededores de Ruanales, por ejemplo el conocido como Ídolo de Ruanales o las pinturas del Abrigo del Cubular.